# Stamskimmerspindel
Stamskimmerspindel (Micaria subopaca) är en spindelart som beskrevs av Westring 1861. Stamskimmerspindel ingår i släktet Micaria och familjen plattbuksspindlar. Arten är reproducerande i Sverige. Inga underarter finns listade i Catalogue of Life.